# Kurt Schwaen

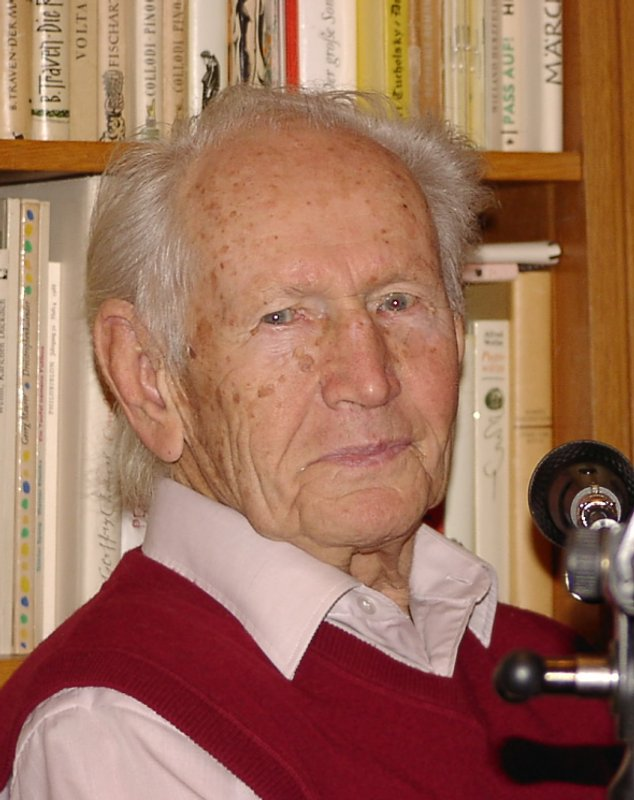
Kurt Schwaen (2003)

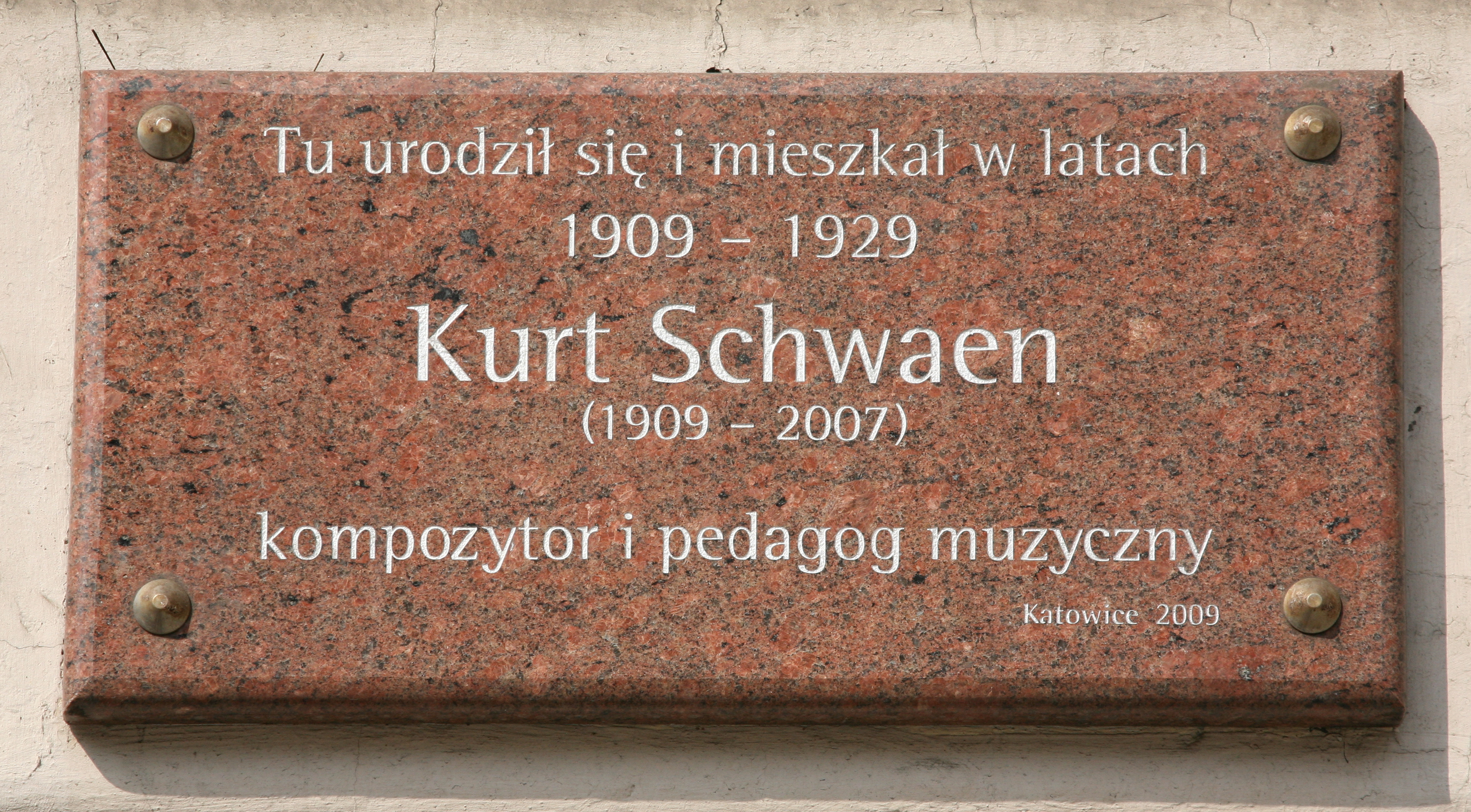
Gedenktafel am Haus Wolności-Platz 7 in Katowice

Kurt Fritz Günther Schwaen (* 21. Juni 1909 in Kattowitz; † 9. Oktober 2007 in Berlin) war ein deutscher Komponist.

## Leben
Schwaen wurde in der preußischen Provinz Schlesien geboren. Er entstammte einer Kaufmannsfamilie, sein Vater war Kolonialwarenhändler. Ab 1923 wurde er bei Fritz Lubrich, einem Reger-Schüler, in Klavier, Orgel und Musiktheorie unterrichtet. Er besuchte ab 1924 das Mathematisch-Naturwissenschaftliche Gymnasium in Kattowitz. Von 1929 bis 1933 studierte er Germanistik, Musikwissenschaft, Kunstgeschichte und Philosophie an den Universitäten Breslau und Berlin. Seine Lehrer waren Friedrich Blume, Curt Sachs, Arnold Schering und Walther Vetter. Er wurde Mitglied der Roten Studentengruppe und besuchte in Berlin Seminare bei Hanns Eisler in der Marxistischen Arbeiterschule (MASCH). 1933 brach er sein Studium ab. Nachdem er 1934 ein externes Klavierexamen bei Kurt Schubert abgelegt hatte, lebte er ab 1934 als Klavierlehrer in Berlin-Gesundbrunnen.

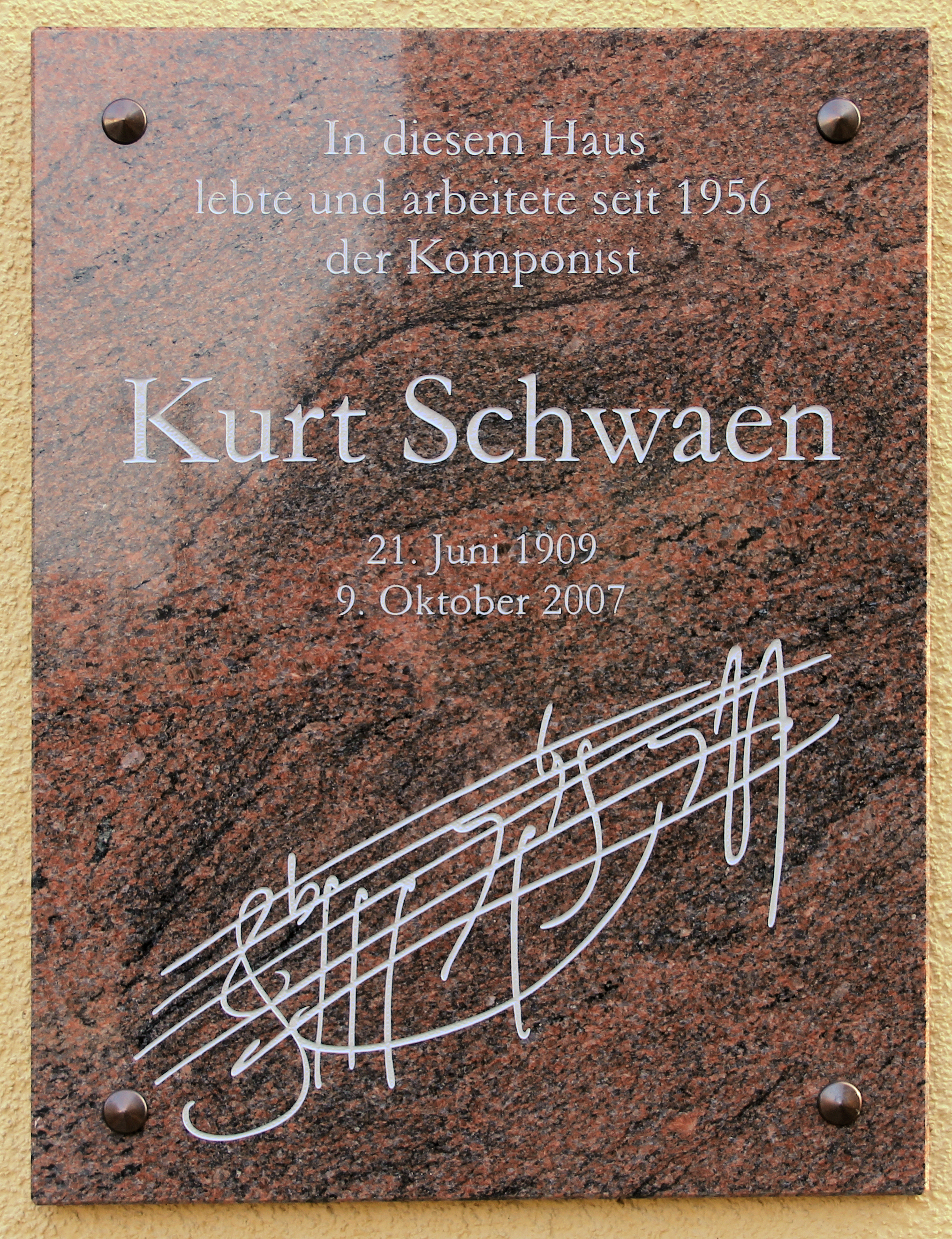
Gedenktafel am Haus Wacholderheide 31 in Berlin-Mahlsdorf

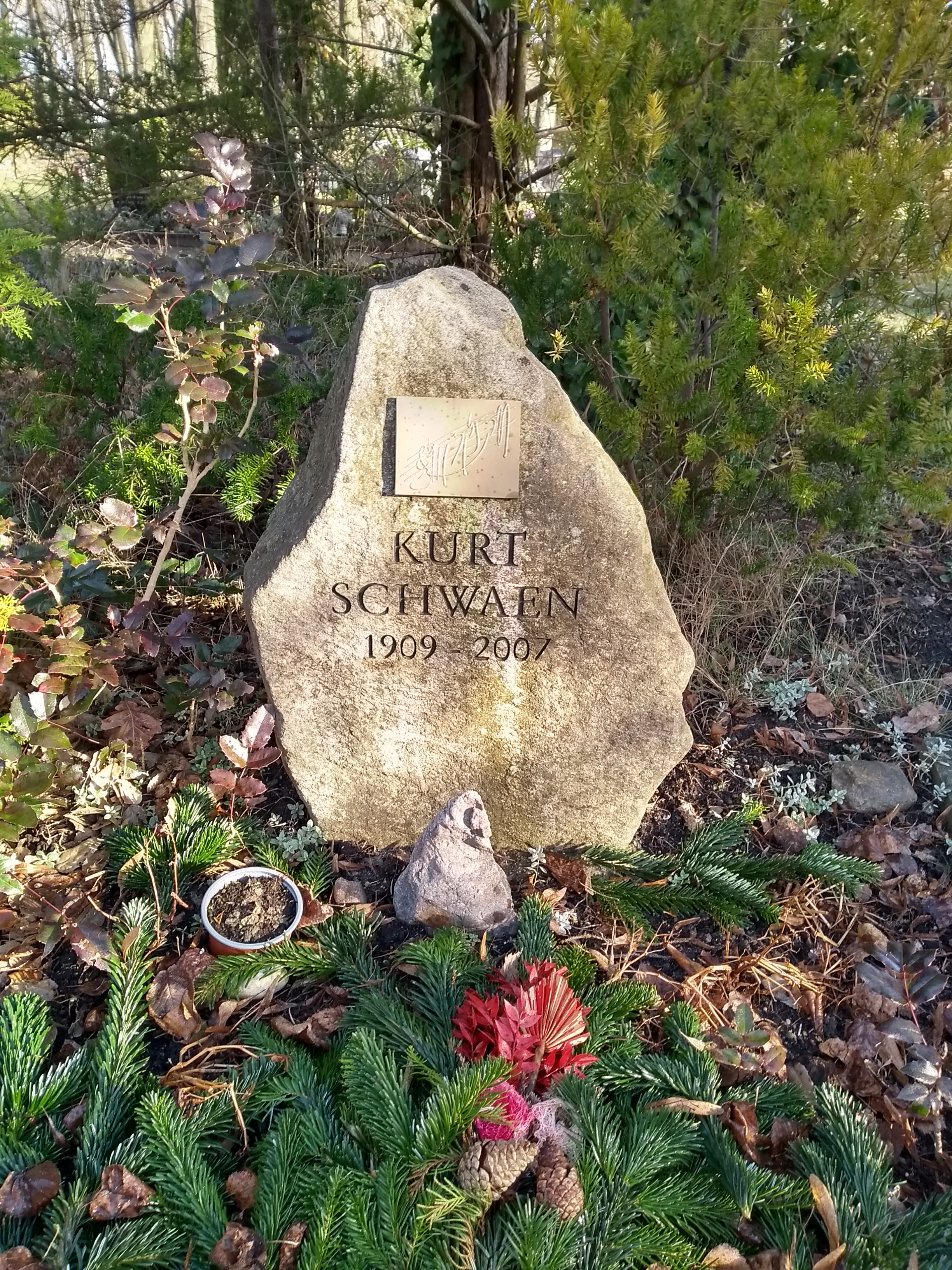
Grab auf dem Friedhof Berlin-Mahlsdorf

Im Jahr 1935 wurde Schwaen, der seit 1932 als Mitglied für die KPD und seit 1934 für die Revolutionäre Gewerkschafts-Opposition tätig war, von der Gestapo verhaftet und 1936 wegen Widerstandsarbeit gegen das NS-Regime zu drei Jahren Zuchthaus (in Luckau und Schloss Osterstein) verurteilt. Nach seiner Entlassung 1938 arbeitete er als Korrepetitor im Tanzstudio von Gertrud Wienecke am Kurfürstendamm. Ab 1939 begleitete er die Tänzerinnen Manon Ehrfur, Ilse Meudtner und Oda Schottmüller am Klavier. Ab 1943 war er Korrepetitor bei Mary Wigman in Leipzig. Im Februar 1943 wurde er als bedingt wehrwürdig in die Strafdivision 999 der Wehrmacht einberufen. Nach Ausbildung in Deutschland und Polen war er in Frankreich, Griechenland und der Tschechoslowakei eingesetzt. Von Brünn aus wurde er 1945 wegen einer Erkrankung nach Berlin-Marienfelde abkommandiert, wo er sich aber nicht meldete. Von April bis Mai 1945 lebte er illegal in Berlin-Wilmersdorf.
Nach Kriegsende wurde Schwaen Begleiter der Tänzerin Marianne Vogelsang. Im Juni 1945 organisierte er in Berlin die erste Kunstausstellung in Berlin mit Werken des Malers und Zeichners Emil Stumpp, mit dessen Tochter Hedwig er seit 1942 verheiratet war und dessen Nachlass sie gemeinsam betreuten. 1946 wurde er Mitglied der SED. Ab 1947 nahm er aktiv am Aufbau von Volksmusikschulen in Berlin teil. Von 1948 bis 1949 arbeitete er als Korrepetitor mit Ernst Busch und Kate Kühl zusammen und wirkte von 1948 bis 1953 als Musikreferent beim Bund Deutscher Volksbühnen (später Deutsche Volksbühne). Von 1950 bis 1951 war er außerdem Dozent für Tonsatz und Klavier an der Humboldt-Universität zu Berlin. Ab 1953 freischaffend tätig, arbeitete er bis 1956 mit Bertolt Brecht zusammen. Später vertonte er viele Texte von Günter Kunert. Schwaen schuf Kompositionen in vielen Genres, darunter auch Musik für Kinder wie die Kantate König Midas und seine Oper Pinocchios Abenteuer. 1973 gründete er in Leipzig eine Arbeitsgemeinschaft Kindermusiktheater, die er fast zehn Jahre lang leitete.
Neben seiner Arbeit als Komponist war Schwaen vielfältig ehrenamtlich tätig und erhielt zahlreiche Auszeichnungen. Er war von 1953 bis 1962 2. Sekretär im Verband der Komponisten und Musikwissenschaftler der DDR. Von 1951 bis 1961 war er stellvertretender Vorsitzender, von 1961 bis 1979 Vorsitzender und ab 1979 Ehrenvorsitzender des Beirates der Anstalt zur Wahrung der Aufführungs- und Vervielfältigungsrechte auf dem Gebiet der Musik. Außerdem wurde er im Jahre 1961 Mitglied der Deutschen Akademie der Künste in Berlin und Sekretär der Sektion Musik (1965–1970), von 1962 bis 1978 war er Präsident des Nationalkomitees Volksmusik der DDR und 1986 Vizepräsident des Musikrats der DDR.
1980 heiratete Schwaen die Musikpädagogin Ina Iske, die seitdem das Kurt-Schwaen-Archiv leitet. Zuletzt lebte Kurt Schwaen in Berlin-Mahlsdorf. Dort starb er in seinem Haus im Alter von 98 Jahren und fand auf dem Friedhof Mahlsdorf seine letzte Ruhestätte.
2021 veranstaltete das Bezirksmuseum Berlin-Marzahn in Zusammenarbeit mit dem Kurt-Schwaen-Archiv eine Ausstellung zu Schwaen.

## Stil
Schwaen war ein vielseitiger und produktiver Komponist, der für nahezu alle Gattungen und Instrumentengruppen komponiert hat. Auch größere Orchesterwerke und Opern sind meist kammermusikalisch angelegt, klar strukturiert und sparsam in der Besetzung. Das macht die Partitur durchsichtig und verführt oft zu der irrigen Meinung, die Musik sei einfach zu spielen.
Grundlage seines Schaffens war eine neoklassizistische Haltung; als Vorbilder können Béla Bartók, Igor Strawinski und Paul Hindemith genannt werden. Er wahrte den Bezug zur Tonalität, handhabte diese jedoch recht frei und baute gerne teilweise recht scharfe Dissonanzen mit ein. Doch auch wenn Schwaen modernere Techniken zum Einsatz brachte, blieb seine Musik relativ leicht rezipierbar. Er orientierte sich oft an der deutschen und slawischen Volksmusik, was zur Folge hatte, dass viele seiner Themen eingängig und liedhaft sind.
Auch für folkloristische Besetzungen interessierte sich Schwaen und komponierte Werke für Akkordeon oder Zupfinstrumente und ordnete sie gleichberechtigt der Kammermusik zu. Viele seiner Werke können als Gebrauchsmusik bezeichnet werden. Großen Formen zog er miniaturhafte, konzentrierte Stücke vor. Häufig wirkt seine Musik elegant und spielerisch, manchmal aber auch lyrisch und nachdenklich. Geprägt durch seine Arbeit im Tanzstudio hatte er eine Vorliebe für Musik mit tänzerischem Gestus. Viele seiner Werke sind daher durch prägnante, tänzerische Rhythmik gekennzeichnet. Vielleicht macht auch das die besondere Akzeptanz seiner Musik bei Kindern und Jugendlichen aus.
Schwaen gilt als „Klassiker der Moderne“. Stilistisch hat der Komponist es verstanden, aus der Fülle der Angebote an Möglichkeiten, die das 20. Jahrhundert zu bieten hatte, das herauszufiltern und für sich zu verwerten, was seinem Wesen entgegenkam und sich für sein künstlerisches Anliegen als brauchbar erwies. In der nahtlosen Verschmelzung alten wie neuen Materials, das „gut und brauchbar“ ist und Beständigkeit verspricht, liegt das Geheimnis der Tonsprache Schwaens.
Seine Werke wurden in der DDR viel gespielt und machten ihn zu einer wichtigen Persönlichkeit besonders auf dem Gebiet der Musikerziehung. Schwaen war es stets ein Anliegen, für den Hörer verständliche Musik zu schreiben. Insgesamt zeichnen sich seine Werke durch große Klarheit, Leichtigkeit und Spielfreude aus – seinem Grundsatz „Alles Leichte ist ungewöhnlich schwer“ ist Schwaen immer treu geblieben.

## Werkverzeichnis (Auswahl)
- Orchesterwerke
  - 3 Tanzsuiten (Nr. 1 KSV 14, 1947; Nr. 2 KSV 67, 1952; Nr. 3 KSV 200 (Polonäsen-Suite), 1960)
  - Ostinato 56, Vier Sätze für Orchester KSV 122 (1956)
  - Concerto piccolo für Jazzorchester KSV 137 (1957)
  - Sinfonietta KSV 142 (1957)
  - Variationen über ein Thema von Robert Schumann (Schumann-Variationen) KSV 268 (1964)
  - Kammerkonzert (Divertimento) für Klarinette, Fagott, Trompete, Schlagzeug und Streichorchester KSV 298 (1968)
  - Promenaden, Suite für großes Orchester KSV 337 (1971)
  - Variationen über ein niederländisches Volkslied („Hört ihr den Trommelschlag“) für Streichorchester KSV 356 (1972)
  - Sinfonietta piccola KSV 374 (1974, rev. 1977)
  - Hommage à J.S. Bach für Streichorchester KSV 480A (1984/86)
  - Jeu parti für Streichorchester KSV 482 (1985)
  - Tre danzi für Streichorchester KSV 637 (1956/2002)
- Konzerte
  - Konzert für Klarinette, Trompete und Orchester KSV 174 (1959)
  - Klavierkonzert Nr. 1 KSV 259 (1963, 2. Fassung für Klavier, Blasinstrumente, Pauken, Schlagzeug und Kontrabass 1964)
  - Concertino für Violine und Streichorchester KSV 310 (1968)
  - Vier Intermezzi für Posaune und Streichorchester KSV 351 (1972)
  - Violinkonzert KSV 433 (1979)
  - Balletto für Flöte und Zupforchester KSV 440 (1980)
  - Concerto grosso für Streichquartett und Streichorchester KSV 462 (1982)
  - Concerto da camera für Akkordeon und Streichorchester KSV 494 (1985)
  - Klavierkonzert Nr. 2 Vietnamesisches Konzert KSV 515 (1987)
  - Konzert-Divertimento für Violoncello und Zupforchester KSV 588 (1995)
  - Concert pour la jeunesse für Klavier und Streichorchester KSV 620 (1999)
  - Divertissement für 4 Cembali und 7 Holzblasinstrumente KSV 634 (2001/02)
- Klaviermusik
  - 5 Tanzbilder KSV 8 (1940)
  - Erste Toccatina / Zweite Toccatina KSV 10/12 (1942, 1946)
  - 3 Capriccios für 2 Klaviere KSV 15 (1947/99)
  - Concertino Apollineo für 2 Klaviere KSV 138 (1957/2000)
  - (17) Intermezzi KSV 339 (1971)
  - Bulgarische Rhythmen KSV 346 (1972)
  - Movimenti, Sieben Sätze für Klavier KSV 457 (1957–82)
  - Minh, Nocturne de loin KSV 511(1) (1987)
  - Nocturne lugubre KSV 568 (1992)
  - Preludio patetico KSV 598 (1996)
  - Due carattere, 3 Sätze für 2 Klaviere oder für Klavier vierhändig KSV 601 (1997)
  - Kontraste, 6 Stücke für Klavier vierhändig KSV 621 (1994/2000)
  - Tanzbüchlein, Zyklus für Klavier KSV 625 (2000)
  - Lyrische Stücke KSV 627 (2001)
  - Toccata appassionata 2 KSV 650 (2004)
  - Rumba 2 KSV 659 (2005)
- Kammermusik (verschiedene Besetzungen)
  - Kleine Suiten für Violine solo KSV 3 (1932)
  - Suite classique für Violine und Klavier KSV 441 (1980)
  - Capriccio. Hommage à Strawinsky für Violine und Klavier KSV 497 (1986)
  - Concertino. Hommage à Bartók für Violoncello und Klavier KSV 558 (1991)
  - Sequenzen in Es für Violoncello und Klavier KSV 591a (1996)
  - Volksliederstreichquartett KSV 143 (1958)
  - Nachtszenen für Streichquartett KSV 590 (1996)
  - 5 Klaviertrios (Nr. 1 KSV 319, 1969; Nr. 2 KSV 413, 1969/78; Nr. 3 KSV 469, 1982; Nr. 4 KSV 474, 1983; Nr. 5 en miniature KSV 509, 1987)
  - L’oiseau sans repos. Poème pour flûte et piano KSV 600 (1997)
  - Burleske für Klarinette und Klavier KSV 521,1 (1988)
  - Sonatine für Fagott und Klavier KSV 274 (1965)
  - Mährisches Holzbläserquintett für Flöte (auch Piccoloflöte), Oboe, Englischhorn, Klarinette und Fagott KSV 149 (1958)
  - Serenata facile, 3 Stücke für Holzbläsertrio (Flöte, Oboe, Klarinette, auch bearb. für Flöte, Oboe und Fagott) KSV 391 (1976/94)
  - Suiten für Saxophonquartett oder zwei Klarinetten und zwei Fagotte KSV 569 (1992) (I. Kaleidoskop. Tanzsuite / II. La Forêt sombre)
  - Auf dem Karussell für Bläserquintett KSV 533a (1988)
  - Sonate (f-Moll) für Trompete und Klavier KSV 313 (1969)
- Lehrstück, Opern und Ballett
  - Die Horatier und die Kuriatier, Ein Lehrstück für Chor und kleines Orchester KSV 104, Text: Bertolt Brecht (1955/56)
  - Leonce und Lena. Kammeroper KSV 204, Libretto: Kurt Schwaen nach dem Lustspiel von Georg Büchner (1960/61)
  - Ballade vom Glück, Ballett in vier Bildern KSV 282, Libretto: Edith Dörwaldt-Kühl (1966)
  - Pinocchios Abenteuer, Oper für Kinder KSV 322, Libretto: Wera und Claus Küchenmeister KSV 322 (1969/70)
  - Der eifersüchtige Alte, Kammeroper in sechs Szenen KSV 429, Libretto: Kurt Schwaen nach einem Zwischenspiel von Cervantes (1978/79)
  - Das Spiel vom Doktor Faust, Oper in einem Prolog und neun Bildern KSV 445, Libretto: Kurt Schwaen unter Benutzung alter Quellen (1980/81)
  - Craqueville oder Die unschuldige Sünderin, Komische Oper KSV 480, Libretto: Claus und Wera Küchenmeister (1984)
  - Der arme Kalifah, Singspiel KSV 567, Libretto: Kurt Schwaen nach einem Märchen aus 1001 Nacht (1992)
- Kindervokalmusik
  - Wer möchte nicht im Leben bleiben KSV 158, Text: Wera Küchenmeister (1958)
  - Übung macht den Meister, 115 Sprichwörter für Schulchöre a cappella KSV 343 (1971/72)
  - Eine Brücke zu allen Kindern für Kinderchor und Klavier KSV 369, Text: Alfred Könner (1974)
  - König Midas, (Szenische) Kantate KSV 144, Text: Günter Kunert (1958)
  - Die Weltreise im Zimmer, Kinderoper KSV 213, Text: Günter Kunert (1960)
  - Ein Tier, das keins ist, Kinderoper KSV 225, Text: Günter Kunert (1961)
  - Als Robert aus dem Fenster sah, Liedzyklus für Kinderchor mit Klavierbegleitung, (UA: Herbst 1984 im Alten Rathaus Leipzig, Rundfunkkinderchor unter der Leitung von Hans Sandig in Anwesenheit Kurt Schwaens.)
- Sololieder mit Instrumenten
  - (25) Deutsche Volksdichtungen für Gesang und Klavier KSV 88 (1953/54). Auswahl als: 15 Pfennig Lieder. Heiter-Lyrisch-Derbes nach deutschen Volksdichtungen für Gesang und Klavier
  - Spanische Liebeslieder für Sopran, Flöte, Klarinette, Horn, Fagott und Klavier (auch bearb. für Sopran und Klavier) KSV 176, Text: Rafael Alberti (1959)
  - Liebsame Beschäftigung, 11 Lieder für Singstimme und Klavier KSV 207, 256, 283, 329 und 437, Text: Günter Kunert (1957–79)
  - Parabolisch, Vier Lieder auf Gedichte von Johann Wolfgang Goethe für Gesang und Klavier KSV 293 (1967)
  - Durchs Augenglas der Liebe, Fünf Lieder nach Gedichten von Johann Wolfgang Goethe für Singstimme und Klavier KSV 593 (1996)
  - An einen Ikarus, Vier Lieder nach neuen Gedichten von Günter Kunert für Gesang und Klavier KSV 618 (1999)
  - Die Nacht hindurch, (8) Liebeslieder nach Gedichten von Uwe Berger für Singstimme und Klavier KSV 640 (1972/2003)
  - Trip, trip, trop, Sieben Lieder für Gesang und Klavier nach Gedichten von Peter Hacks KSV 665 (2006)
- Chormusik a cappella
  - Komm wieder zur künftgen Nacht, Acht heitere Liebeslieder nach deutschen Volksdichtungen für Soli, gemischten Chor a cappella bzw. (Nr. 5) Frauenchor KSV 184 (1959/60)
  - Unterm Himmel, unter Sternen, Vier Lieder nach rumänischen Volksdichtungen für Chor a cappella KSV 205 (1957/60)
  - Nimm an die Weisheit, Zyklus nach den Sprüchen Salomonis für gemischten Chor a cappella KSV 506 (1986)
  - Es kribbelt und wibbelt weiter für Männerchor a cappella KSV 543, Text: Theodor Fontane (1990)
- Chormusik mit Instrumenten
  - Unsere schöne Heimat, Kantate für Solostimmen, Sprecher und Orchester nach Texten deutscher Dichter und Volksliedtexten KSV 83 (1953)
  - Der neue Kolumbus, Musikalisches Poem für Soli, Sprecher, gemischten Chor, Sprechchor und Orchester KSV 231, Text: Heinz Rusch (1961)
  - Shakespeare-Szene für Tenor, Bariton, gemischten Chor und Orchester (auch bearb. für zwei Klaviere und sechs Holzblasinstrumente) KSV 265, Text: William Shakespeare (1964)
  - Tagwerke, Chorzyklus für Sprecher, gemischten Chor, Klarinette, Fagott, Klavier und Schlagzeug KSV 300, Text: Günter Kunert (1968)
  - Lob der Musik, Musikalische Szene nach Worten von Martin Luther für Sprecher, Mezzosopran, Oboe, Viola da gamba und Cembalo KSV 465 (1982)
  - Berlin – Potsdamer Platz, Literarisch-musikalische Chronik für zwei Frauen- und zwei Männerstimmen, Sprecher, Klarinette, Schlagzeug und Klavier KSV 610, Text: Helmut Baierl / Kurt Lutz (1998/99)
- Musik für Zupforchester
  - Abendmusik, (Vier Canzoni) für Zupforchester KSV 33 (1949)
  - Vier Nationaltänze für Zupforchester KSV 72 (1953)
  - Tänzerische Impressionen für Zupforchester KSV 522 (1988)
  - Fern und nah. Neue Nationaltänze für Zupforchester KSV 556(1) (1991)
- Musik für verschiedene Zupfinstrumente
  - Vision orientale für Mandoline und Klavier KSV 548 (1990)
  - Los compañeros für drei Gitarren KSV 368 (1974)
  - Konzertstück für Balalaika und Klavier KSV 392 (1976)
  - Tre pezzi per arpa für Harfe solo KSV 597 (1996)
- Musik für Funk, Fernsehen und Film
  - Das Denkmal des unbekannten Fliegers, Hörspielmusik KSV 146, Text: Günter Kunert (1958)
  - Sie nannten ihn Amigo KSV 158, DEFA-Studio für Spielfilme (1958)
  - Fetzers Flucht, Funkoper KSV 146, Libretto: Günter Kunert (1959)
  - Der verlorene Ball, DEFA-Studio für Spielfilme (1959)
  - Das Leben beginnt KSV 194, DEFA-Studio für Spielfilme (1959)
  - Der Fall Gleiwitz KSV 227, DEFA-Studio für Spielfilme (1961)
  - Christine und die Störche KSV 233, DEFA-Studio für Spielfilme (1961)
  - Fetzers Flucht, Fernsehfilm-Oper KSV 242, Drehbuch: Günter Kunert / Günther Stahnke (1962)
  - Vom König Midas KSV 249, Produktion: DEFA-Farbfilm der künstlerischen Arbeitsgruppe Solidarität Babelsberg (1963)
  - Kurt Schwaen – Eine weite Reise, Dokumentarfilm 2001. KSV verschiedene. Eine cesar film produktion. Buch, Kamera, Ton Regie: Jochen Kraußer. Schnitt DANI

Seine Kompositionen sind hauptsächlich im Verlag Neue Musik, im Friedrich Hofmeister Musikverlag und beim Bärenreiter-Verlag erschienen.
Ein ausführliches Werkverzeichnis von Rosemarie Groth liegt gedruckt im Kurt-Schwaen-Archiv vor (ISBN 978-3-00-035722-0).

## Diskografie (Auswahl)
CDs mit Werken von Schwaen erschienen mehrheitlich bei kreuzberg records.
- Movimenti. Kurt Schwaen – Klaviermusik aus fünf Jahrzehnten. To Nu Nguyet Minh, Klavier. kreuzberg records, 1994.
- Kurt Schwaen. Miniaturen • Späte Klavierstücke. Falko Steinbach, Klavier. Valve-Hearts, 2001
- Due carattere. Klaviermusik für vier Hände. Klavierduo „Vier Hände verrückt“. kreuzberg records, 2000.
- »accelerando«. Klavier-Trios und Duos. Trio Vistèl. kreuzberg records, 2000.
- Saxofonquadrat. Tänze. Raake – Schwaen – Piazolla. Darin enthalten: Kaleidoskop. Tanzsuite für Saxophonquartett. harp Berlin, edition plattform, 2007.
- Solokonzerte. Darin enthalten: Klavierkonzert Nr. 1. Siegfried Stöckigt (Klavier), Großes Rundfunkorchester Leipzig, Adolf-Fritz Guhl. Klavierkonzert Nr. 2. Ton Nu Nguyet Minh (Klavier), Hallesche Philharmonie, Olaf Koch. Violinkonzert. Wolfgang Hentrich (Violine), Robert-Schumann-Philharmonie, Dieter-Gerhardt Worm. Hastedt, 1997, Reihe zeitgenossen ost (2).
- Jeu parti. Musik für Streichorchester aus vier Jahrzehnten. „Orpheus“ Kammerensemble Sofia, Raitscho Christov. kreuzberg records, 2002
- Pinocchios Abenteuer. Harald Pilar von Pilchau (Sprecher), Kammerorchester Unter den Linden, Andreas Peer Kähler. kreuzberg records, 2000.
- Interludien. Neue Musik für Zupfinstrumente div. Solisten, Badisches Zupforchester, Wolfgang Bast. Zupfmusikdiskothek Manfred Herzog Siebeldingen, 1995.
- Liebsame Beschäftigung. Lieder verschiedener Komponisten. Jana Reh (Gesang), Elena Bregman (Klavier), Walter Thomas Heyn (Gitarre), Katrin Plümer (Flöte), Antje Gloede (Klarinette), Annegret Marek (Horn), Ulrike Buhlmann (Fagott). kreuzberg records, 2000.
- Elemente. Ein Komponistenleben in Lied und Wort. Jana Reh (Gesang), Anna Kirichenko (Klavier), Bläserquartett, Jörg-Peter Malke liest aus Texten und Briefen von Kurt Schwaen, Günter Kunert, Wera und Claus Küchenmeister, Thomas Heyn, Günther Rücker, Uwe Berger und Axel Bertram. Kurt-Schwaen-Archiv, 2003.
- Kurt Schwaen – Music for Choir. Kammerchor des belgischen Ensembles AQUARIUS, Marc M. De Smet. MEGADISC classics, 2009.
- Erziehung zur Musik 1950–1980. Tradition und Aufbruch. Dokumentation Musik in Deutschland 1950–2000 – Reihe des Deutschen Musikrates. Darin enthalten: König Midas. (Szenische) Kantate für Kindersolostimmen, Sprecher und Kinderchor mit Instrumentalbegleitung. BMG Ariola Classics GmbH, 2001.
- Die Horatier und die Kuriatier. kreuzberg records, 1999.
- Leonce und Lena. Heitere Kammeroper in drei Akten. Übernahme der von Schwaen gekürzten Bearbeitung der Oper für die Schallplatte (ETERNA 8 25 969 unsere neue musik 38 / NOVA 8 85 1137, 1968). Hastedt, 2011, Reihe zeitgenossen. Musik der Zeit (38).

## Schriften und Literatur

### Schriften von Kurt Schwaen
- Tonweisen sind Denkweisen. Beiträge über die Musik als eine gesellschaftliche Funktion, Lied der Zeit, Berlin 1949
- Über Volksmusik und Laienmusik. Dresdner Verlag, Dresden 1952
- Kindermusiktheater in der Schule. Erfahrungen und Anregungen. Zentralhaus für Kulturarbeit, Leipzig 1979
- Emil Stumpp – Über meine Köpfe. Texte, Porträts, Landschaften, Kurt Schwaen (Hrsg.), Berlin: Buchverlag Der Morgen, 1983
- Musik zwischen Unschuld und Strenge. Sinn und Form Berlin, H. 1 (Jan./Febr.) 1984, S. 127–132
- Zum Teufel mit der Oper. Ein fiktiver Dialog. Kurt Schwaen im Gespräch mit Kurt Schwaen. In: Belkius, Gerd / Liedtke, Ulrike (Hrsg.): Musik für die Oper? Mit Komponisten im Gespräch. Henschel Verlag, Berlin 1990, S. 268–277
- Stufen und Intervalle. Ein Komponist zwischen Gesellschafts- und Notensystemen. Autobiographie. 3. aktual. Aufl. Die Blaue Eule, Essen 1996, 2009, ISBN 978-3-89924-264-5.
- Mein Weg zur Kinderoper. In: Isolde Schmid-Reiter (Hrsg.): Kinderoper. Ästhetische Herausforderung und pädagogische Verpflichtung. Anif/Salzburg: Mueller-Speiser, 2003. (Schriften der Europäischen Musiktheater-Akademie, Bd. 6)
- Erinnerungen an die Tänzerin Mary Wigman. Tagebuchaufzeichnungen, Erlebnisse, Briefwechsel. Kurt-Schwaen-Archiv 2006
- Die Horatier und die Kuriatier. Begegnungen mit Brecht und dem Berliner Ensemble. Kurt-Schwaen-Archiv 2007
- Du holde Kunst. Eine bunte Zitatensammlung aus der Bibliothek des Komponisten, von ihm ausgewählt und kommentiert. Hrsg. Ina Iske, Verlag Neue Musik Berlin 2009, ISBN 978-3-7333-0525-3.

Ein ausführliches Quellenverzeichnis schriftlicher und mündlicher Äußerungen des Komponisten, hrsg. 2010 von Ina Iske-Schwaen, liegt gedruckt im Kurt-Schwaen-Archiv vor, ISBN 978-3-00-036751-9.